# Кромкамп, Ян
Ян Кро́мкамп (нидерл. Jan Kromkamp; род. 17 августа 1980, Маккинга, Фрисландия) — нидерландский футболист, завершивший игровую карьеру, выступал на позиции правого защитника. Играл за нидерландские команды «Гоу Эхед Иглз», АЗ, ПСВ, испанский «Вильярреал», английский «Ливерпуль». Хотя Ян номинально являлся защитником, он мог сыграть и на правом фланге полузащиты.

## Карьера

### Начало карьеры
Ян Кромкамп начал свою профессиональную карьеру в нидерландском «Гоу Эхед Иглзе», дебютный матч за который он провёл 18 сентября 1998 года. Затем он перебрался в АЗ и стал основным правым защитником этого клуба. В сезоне 2004/05 его команда добралась до полуфинала розыгрыша Кубка УЕФА и заняла третье место в чемпионате страны. Перед началом следующего сезона Ян подписал контракт с «Вильярреалом», но уже 29 декабря 2005 года стало известно, что испанская команда намерена обменять не сумевшего заиграть в Испании Кромкампа на защитника «Ливерпуля» Хосеми.

### «Ливерпуль»
Дебют Кромпампа в «Ливерпуле» состоялся 7 января 2006 года в матче третьего раунда Кубка Англии, в котором «красные» одержали победу со счётом 5:3. Хотя Яну не удалось вытеснить из состава игрока сборной Ирландии Стива Финнана (он в основном выходил на замену ирландцу), однако он сыграл немаловажную роль в победе «Ливерпуля» в Кубке Англии. Финальный матч против «Вест Хэм Юнайтед» Кромпамп начал на скамейке запасных, но позднее вышел на поле и помог «красным» свести основное время матча вничью 3:3 и перевести игру в овертайм, который также не выявил победителя, а по пенальти сильнее оказался «Ливерпуль». Следующую кампанию Ян начал в составе мерсисайдцев, однако в последний день трансферного окна был продан в ПСВ.

### ПСВ
Почти сразу после перехода в ПСВ Кромкамп заявил, что не жалеет о своём пребывании в «Ливерпуле», пусть оно и продлилось всего полгода. Однако перед матчем ПСВ и «Ливерпуля» в рамках розыгрыша Лиги чемпионов той же осенью нидерландский защитник подверг жёсткой обструкции игру своего бывшего клуба, упомянув, в частности, «проблемы в центре обороны», «разрыв между защитой и полузащитой» и однообразность используемой тактики. Несмотря на указанные «проблемы» и «слабости», мерсисайдская команда оказалась сильнее — на групповом этапе команды сыграли вничью 0:0 в Эйндховене, а на Энфилде хозяева выиграли 2:0. В 1/4 финала эти команды встретились вновь. На этот раз «Ливерпуль» в Нидерландах выиграл со счётом 3:0, а в гостях новая команда Кромкампа уступила резервному составу «красных» со счётом 0:1.

### «Гоу Эхед Иглз»
В феврале 2011 года Ян вернулся в свой первый клуб — «Гоу Эхед Иглз», подписав трёхлетний контракт. Летом 2013 года Кромкамп объявил о завершении профессиональной карьеры.

### Международная карьера
Ян дебютировал в национальной команде 18 августа 2004 года в матче против сборной Швеции. Переход в «Ливерпуль» зимой 2006 года едва не поставил крест на его желании принять участие в Чемпионате мира 2006 года, так как тренер сборной Марко Ван Бастен опасался того, что в Англии Кромкамп не будет получать достаточно игровой практики. В конечном итоге в заявку Нидерландов на турнир Кромкамп всё же был включён, но так и не сыграл на Чемпионате мира ни в одной игре.

## Статистика

### Матчи Кромкампа за сборную Нидерландов
| Матчи Кромкампа за сборную Нидерландов | Матчи Кромкампа за сборную Нидерландов | Матчи Кромкампа за сборную Нидерландов | Матчи Кромкампа за сборную Нидерландов | Матчи Кромкампа за сборную Нидерландов | Матчи Кромкампа за сборную Нидерландов |
| -------------------------------------- | -------------------------------------- | -------------------------------------- | -------------------------------------- | -------------------------------------- | -------------------------------------- |
| №                                      | Дата                                   | Соперник                               | Счёт                                   | Голы Кромкампа                         | Соревнование                           |
| 1                                      | 18 августа 2004                        | Швеция                                 | 2:2                                    | —                                      | Товарищеский матч                      |
| 2                                      | 9 февраля 2005                         | Англия                                 | 0:0                                    | —                                      | Товарищеский матч                      |
| 3                                      | 26 марта 2005                          | Румыния                                | 2:0                                    | —                                      | Чемпионат мира 2006 (отбор)            |
| 4                                      | 30 марта 2005                          | Армения                                | 2:0                                    | —                                      | Чемпионат мира 2006 (отбор)            |
| 5                                      | 17 августа 2005                        | Германия                               | 2:2                                    | —                                      | Товарищеский матч                      |
| 6                                      | 3 сентября 2005                        | Армения                                | 1:0                                    | —                                      | Чемпионат мира 2006 (отбор)            |
| 7                                      | 8 октября 2005                         | Чехия                                  | 2:0                                    | —                                      | Чемпионат мира 2006 (отбор)            |
| 8                                      | 12 ноября 2005                         | Италия                                 | 1:3                                    | —                                      | Товарищеский матч                      |
| 9                                      | 27 мая 2006                            | Камерун                                | 1:0                                    | —                                      | Товарищеский матч                      |
| 10                                     | 1 июня 2006                            | Мексика                                | 2:1                                    | —                                      | Товарищеский матч                      |
| 11                                     | 4 июня 2006                            | Австралия                              | 1:1                                    | —                                      | Товарищеский матч                      |

Итого: 11 матчей / 0 голов; 6 побед, 4 ничьи, 1 поражение.

## Достижения
«Ливерпуль»
- Обладатель Кубка Англии: 2005/06

ПСВ
- Чемпион Нидерландов: 2006/07